# Stein Eriksen
Stein Eriksen (* 11. Dezember 1927 in Oslo; † 27. Dezember 2015 in Park City, Utah) war ein norwegischer Skirennläufer.

## Biografie
Er gewann bei den Olympischen Spielen 1952 in Oslo die Goldmedaille im Riesenslalom. Außerdem gewann er die Silbermedaille im Slalom. Eriksen war der erste männliche Skiläufer außerhalb der Alpenregion, der eine olympische Goldmedaille und auch Weltmeisterschaftsmedaille im alpinen Skifahren gewann. Es war bis dahin nur den Damen des britischen Skiverbandes, und zwar in den 1930er-Jahren, gelungen, in die Domäne der Alpenländer einzugreifen, als sie zu Weltmeisterschaftstiteln kamen. Anzumerken ist in diesem Zusammenhang, dass die ab 1931 in den Übersichten genannten Weltmeisterschaftsbewerbe erst 1937 rückwirkend als Weltmeisterschaften anerkannt wurden.
Die Alpin-Skibewerbe bei den Olympischen Winterspielen in Oslo galten gleichzeitig als Weltmeisterschaften des Internationalen Skiverbandes (Fédération Internationale de Ski/FIS). Nur 1936 – und dann wieder erst ab einschließlich 1984 – galten die Alpin-Skibewerbe, ab 1984 auch die nordischen Skibewerbe, nicht als Weltmeisterschaften. Eriksen wurde somit auch Riesenslalom-Weltmeister 1952 – und außerdem 3-facher Weltmeister 1954 in Åre (Slalom, Riesenslalom, Kombination). Zwischen 1949 und 1954 gewann er zudem sechs norwegische Meistertitel. 1954 gewann er unter anderem auch den Slalom der 3-Tre-Rennen auf der Marmolata. 1952 wurde er mit der Holmenkollen-Medaille geehrt. 1951 und 1954 gewann Eriksen die Wahl zu Norwegens Sportler des Jahres, 1951 die Morgenbladet-Goldmedaille.
Stein Eriksen war aufgrund seiner Erscheinung und seines Charismas der erste „Superstar“ im Alpinen Skisport. Kurz nach seinem Olympiasieg wanderte Stein Eriksen in die USA aus. Er arbeitete als Skilehrer in verschiedenen Regionen der USA; zuletzt war er Direktor des Deer Valley Resorts in Utah.
Er war verheiratet und hatte vier Kinder. Er lebte abwechselnd in Utah und in Montana. Im Jahr 1997 wurde Eriksen vom sportbegeisterten norwegischen König mit der höchsten norwegischen Ehrung ausgezeichnet. Sein Vater Marius vertrat Norwegen bei den Olympischen Spielen 1912 als Turner. Sein älterer Bruder Marius nahm 1948 ebenfalls an den Olympischen Spielen teil.
Erst mit Erik Håker in den 1970er-Jahren und vor allem dann Anfang der 1990er-Jahre mit Kjetil André Aamodt und Lasse Kjus kamen bei den norwegischen Alpin-Skiläufern „richtige“ Nachfolger für Eriksen.